# Jean Reich
Jean Reich (ur. 12 czerwca 1873 w Sennwald, zm. 7 marca 1950 w Thal) – szwajcarski strzelec, trzykrotny medalista Olimpiady Letniej 1906, multimedalista mistrzostw świata.
Reich nie uczestniczył nigdy w igrzyskach olimpijskich, wystąpił jednak w ośmiu konkurencjach podczas Olimpiady Letniej 1906. W trzech z nich stawał na podium. Wraz z kolegami z drużyny (skład: Alfred Grütter, Marcel Meyer de Stadelhofen, Jean Reich, Louis Richardet, Konrad Stäheli) zdobył złoto w karabinie dowolnym w trzech postawach, osiągając drugi rezultat w szwajcarskim zespole. Indywidualnie wywalczył jeszcze srebro w strzelaniu z karabinu wojskowego z 300 m (przegrywając wyłącznie z Louisem Richardetem), a także brąz w strzelaniu z karabinu Gras z 200 m (pokonali go Léon Moreaux i ponownie Richardet).
Na przestrzeni lat 1904–1913, Jean Reich zdobył 22 medale na mistrzostwach świata (tyle samo co Louis Richardet), w tym 12 złotych, 7 srebrnych i 3 brązowe. Najwięcej zwycięstw odniósł w drużynowym strzelaniu z karabinu dowolnego w trzech postawach z 300 m (9), zaś największą liczbę medalowych pozycji osiągnął na turnieju w 1910 roku (5).

## Wyniki

### Olimpiada Letnia 1906
| Igrzyska | Konkurencja                                                  | Wynik                                         | Miejsce | Źródło |
| -------- | ------------------------------------------------------------ | --------------------------------------------- | ------- | ------ |
| OL 1906  | Pistolet dowolny, 25 m                                       | 188 pkt.                                      | 25      | [ 2 ]  |
| OL 1906  | Pistolet dowolny, 50 m                                       | 163 pkt.                                      | 25      | [ 3 ]  |
| OL 1906  | Rewolwer wojskowy, 20 m (Gras 1873-1874)                     | 103 pkt.                                      | 27      | [ 4 ]  |
| OL 1906  | Rewolwer wojskowy, 20 m                                      | 217 pkt.                                      | 18      | [ 5 ]  |
| OL 1906  | Karabin dowolny, trzy postawy, 300 m, drużynowo              | 4617 pkt. (druż.) 936 pkt. ind. (327–320-289) |         | [ 5 ]  |
| OL 1906  | Karabin dowolny, dowolna postawa, 300 m                      | 197 pkt.                                      | 22      | [ 6 ]  |
| OL 1906  | Karabin wojskowy, klęcząc lub stojąc, 200 m (Gras 1873-1874) | 183 pkt.                                      |         | [ 7 ]  |
| OL 1906  | Karabin wojskowy, klęcząc lub stojąc, 300 m                  | 234 pkt.                                      |         | [ 8 ]  |

### Medale mistrzostw świata
Opracowano na podstawie materiałów źródłowych:
| Mistrzostwa     | Konkurencja                                     | Wynik                                          | Miejsce |
| --------------- | ----------------------------------------------- | ---------------------------------------------- | ------- |
| Lyon 1904       | Karabin dowolny, trzy postawy, 300 m            | 915 pkt.                                       |         |
| Lyon 1904       | Karabin dowolny, trzy postawy, 300 m, drużynowo | 4542 pkt. (druż.) 915 pkt. (ind.)              |         |
| Bruksela 1905   | Karabin dowolny, trzy postawy, 300 m, drużynowo | 4737 pkt. (druż.)                              |         |
| Mediolan 1906   | Karabin dowolny, trzy postawy, 300 m, drużynowo | 4716 pkt. (druż.)                              |         |
| Zurych 1907     | Karabin dowolny, trzy postawy, 300 m            | 976 pkt.                                       |         |
| Zurych 1907     | Karabin dowolny, trzy postawy, 300 m, drużynowo | 4848 pkt. (druż.) 976 pkt. (ind.)              |         |
| Zurych 1907     | Karabin dowolny klęcząc, 300 m                  | 341 pkt.                                       |         |
| Zurych 1907     | Karabin dowolny stojąc, 300 m                   | 315 pkt.                                       |         |
| Wiedeń 1908     | Karabin dowolny, trzy postawy, 300 m            | 957 pkt.                                       |         |
| Wiedeń 1908     | Karabin dowolny, trzy postawy, 300 m, drużynowo | 4616 pkt. (druż.) 957 pkt. (ind.)              |         |
| Wiedeń 1908     | Karabin dowolny klęcząc, 300 m                  | 329 pkt.                                       |         |
| Hamburg 1909    | Karabin dowolny, trzy postawy, 300 m, drużynowo | 4840 pkt. (druż.)                              |         |
| Loosduinen 1910 | Karabin dowolny, trzy postawy, 300 m            | 1018 pkt. (351–339–328)                        |         |
| Loosduinen 1910 | Karabin dowolny, trzy postawy, 300 m, drużynowo | 4918 pkt. (druż.) 1018 pkt. ind. (351–339–328) |         |
| Loosduinen 1910 | Karabin dowolny leżąc, 300 m                    | 351 pkt.                                       |         |
| Loosduinen 1910 | Karabin dowolny klęcząc, 300 m                  | 339 pkt.                                       |         |
| Loosduinen 1910 | Karabin dowolny stojąc, 300 m                   | 328 pkt.                                       |         |
| Rzym 1911       | Karabin dowolny, trzy postawy, 300 m            | 992 pkt.                                       |         |
| Rzym 1911       | Karabin dowolny, trzy postawy, 300 m, drużynowo | 5014 pkt. (druż.) 992 pkt. (ind.)              |         |
| Rzym 1911       | Karabin dowolny klęcząc, 300 m                  | 344 pkt.                                       |         |
| Camp Perry 1913 | Karabin dowolny, trzy postawy, 300 m, drużynowo | 4959 pkt. (druż.)                              |         |
| Camp Perry 1913 | Karabin dowolny klęcząc, 300 m                  | 344 pkt.                                       |         |